# Reprezentacja Mołdawii w hokeju na lodzie mężczyzn
Reprezentacja Mołdawii w hokeju na lodzie mężczyzn — kadra Mołdawii w hokeju na lodzie mężczyzn.

## Historia
Od 2008 roku jest członkiem IIHF.